# Alfonso Alfonsi
Alfonso Alfonsi (Velletri, 1841 – Velletri, 1919) è stato un politico italiano.
Fu il primo sindaco di Velletri elettivo.

## Biografia
Alfonso Alfonsi, di professione notaio, fu eletto sindaco di Velletri nel 1890. Questo primo mandato terminò nel 1897, quando fu sostituito dal commissario governativo Federico Spairani. Il secondo mandato durò dal 1906 al 1909, anno in cui il politico veliterno venne sostituito nuovamente da un commissario governativo, Filateo Lozzi. 
Alfonsi apparteneva al movimento repubblicano e fu in stretto rapporto con Menotti Garibaldi, deputato della Sinistra storica al Parlamento nel collegio di Velletri dal 1876 al 1897. 
Nel 1873 fu eletto consigliere comunale e l'anno dopo fece approvare con una sua proposta una rendita vitalizia a favore di Giuseppe Garibaldi.
Nel 1875 fondò a Velletri il Circolo Progressista e nel 1880 si fece promotore di un meeting nella stessa città per l'allargamento del suffragio universale.
Il 1º giugno 1919 con una cerimonia a cui parteciparono più di cento persone e che vide la presenza di esponenti repubblicani e democratici, le autorità comunali di Velletri commemorarono e omaggiarono il politico veliterno con parole di stima e di riconoscenza.